# Гамильтон Булдогс (OHL)
«Гамильтон Булдогс» (бывший англ. Belleville Bulls) — молодёжный канадский хоккейный клуб из города Гамильтон, Онтарио. Ранее выступал в Бельвиле под названием «Бельвиль Буллз». Выступает в Хоккейной лиге Онтарио.

## История
2 февраля 1981 года команда «Бельвиль Буллз», базирующаяся в городе Бельвиль вступила в Хоккейную лигу Онтарио. Собственники команды: Доктор Роберт Л. Воэн и Боб Долан. Доктор Роберт Л. Воэн оставался владельцем/совладельцем команды на протяжении более 20 лет, пока он не продал команду в 2004 году Горду Симмондсу. Доктор Воэн был награждён премией в 1993 году за заслуги в ОХЛ.
В 1983 году в Бельвиле состоялся Матч звёзд Хоккейной лиги Онтарио, известный тогда как Крайслер кубок.
«Бельвиль Буллз» достиг финала в 1986 году, где встретился с клубом «Гелф Плейтерз». «Гелф Плейтерз» тогда выиграли серию в 6 матчах. В 1995 и 1996 годах «Бельвиль Буллз» проиграл в полуфинале команде «Гелф Шторм».
В 1999 году «Бельвиль Буллз» победили в финале «Лондон Найтс» со счётом 9:2 в седьмой решающей встрече. Тем самым «Буллз» выиграл свой Кубок Джей Росса Робертсона.
В 1999 году в памятном кубке, который состоялся в Оттаве, где участвовали «Калгари Хитмен», «Акади-Батерст Тайтан» и «Оттава 67». «Буллз» финишировали третьими, проиграв «Оттаве 67» 4:2 в полуфинале.
В сезоне 2005/06 в «Бельвиль Буллз» отметили своё 25-летие в ОХЛ. 1 февраля 2006 года в Бельвиле состоялся второй Матч звёзд Хоккейной лиги Онтарио.
В сезоне 2007/08 «Бельвилю Буллз» удалось закончить регулярный чемпионат 1-ми, набрав 102 очка.

## «Гамильтон Булдогс»
12 марта 2015 года новый владелец команды Майкл Андлауэр объявил, что перевозит команду в город Гамильтон (провинция Онтарио) на домашнюю арену хоккейного клуба АХЛ «Гамильтон Булдогс» «ФёрстОнтарио Центр» (сам же клуб из АХЛ переехал в город Сент-Джонс, провинция Ньюфаундленд).
Новый сезон 2015/16 команда начнет под названием Гамильтон Булдогс (англ. Hamilton Bulldogs).

## «Брантфорд Булдогс»
7 февраля 2023 года «Гамильтон Булдогс» объявил, что клуб переедет в Брантфорд (Онтарио), на три сезона из-за ремонта арены «ФёрстОнтарио Центр», начиная с этого сезона. Также было объявлено, что команда на это время будет носить название «Брантфорд Булдогс» и будет играть в «Брантфорд Цивик-центре».